# 桂歌春
桂 歌春（かつら うたはる、1949年9月9日 - ）は、日本の落語家。宮崎県東臼杵郡富島町（現在の日向市）出身。落語芸術協会所属、同協会理事。本名：田代 修吉。出囃子は『さわぎ』。

## 経歴
宮崎県立延岡西高等学校卒業。1970年、西南学院大学2年生の時に上京し、二代目桂枝太郎に弟子入りし桂枝八を名乗る。その後、師匠・枝太郎の死去に伴い、兄弟子である三代目桂圓枝の預かり弟子を経て桂歌丸門下に移って「歌はち」と改名。
1985年、三遊亭金遊と共に真打昇進し歌春と改名。二代目桂枝太郎の最後の弟子にして、歌丸一門の惣領弟子に当たる。

## 人物
枝八時代にTBSテレビの公開生番組『ぎんざNOW!』の司会者（メイン司会者だったせんだみつおの補佐役として番組の盛り上げ役担当）を務めた。 この番組はホリプロと提携しており、榊原郁恵、荒木由美子といったアイドルの歌のコーナーでは、振り付けを真似たコミカルな踊りをしたりして、笑いを取る。
歌はち時代に日本テレビ系『笑点』の若手大喜利コーナーに出演したこともあってか、歌丸の弟子の中では知名度がある。歌丸が日テレ系『いろもん参』に出演した際には、「有名なお弟子さんはどなたがいらっしゃるんですか?3人お答え下さい」という内容の質問に「歌春、歌春、歌春」と連呼している。
本人曰く、歌丸一門では歌春ら弟子の家族なども招待した食事会を開くことがあるが、歌丸が酒が飲めないため、歌丸が「お茶（が飲みたい）」というと、弟子一同「私もお茶」となるため、酒がまったく入らず、一門での宴会は静かな宴席になることを暴露している。
歌丸の生前は「次の歌丸」ネタをたびたび使用しており、新宿末廣亭での6代目円楽襲名披露口上に列席した際には「次の歌丸の、桂歌春でございます」と述べていた。
ちなみに6代目円楽とは同い年かつ入門時期も同期の間柄で、若手時代には『笑点』で何度か共演した他、円楽が2017年に客員として落語芸術協会に加入して以降は寄席でも共演することが多くなるなど、親交があった。
2022年9月30日に円楽が逝去した際には自身のSNS内で追悼のコメントを出している。
娘の田代沙織は歌春から落語の教えを受けて、落語が出来るアイドル「ラクドル」として芸能活動を始めている。息子の田代尚也は自主映画監督・テレビ番組の制作者で、TBS系のトーク番組『爆!爆!爆笑問題』などのADを務める。
弟弟子が最初の師匠の名跡を継いだことについて、当初は師匠の名前でもあった「枝太郎」と呼び捨てに出来なかったと語っている。
故郷の日向市観光大使に就任している他、日向文化賞を受賞している。さらに「ひむかの国 こども落語全国大会」の大会会長（大会名誉会長は師匠の桂歌丸）を務めている。

## 芸歴
- 1970年10月 - 二代目桂枝太郎に入門、「枝八」を名乗る。
- 1972年4月 - 前座になる。
- 1976年4月 - 二ツ目昇進。
- 1978年3月 - 師匠枝太郎が死去、兄弟子三代目桂圓枝の預かり弟子になる。
- 1979年3月 - 桂歌丸門下に移籍、「歌はち」と改名。
- 1985年9月 - 真打昇進、「歌春」と改名。

## 受賞歴
- 1986年9月 - 第29回国立演芸場花形若手演芸会新人賞銀賞受賞（演目「大工調べ」）

## 役職
- 2005年3月 - 落語芸術協会監事

## 元弟子
- 桂春まき
- 桂うらら
- 桂春風